# Nennio
Nennio o Nemnivo (Nennius o Nemnivus, en latín) es el nombre de dos personajes, parcialmente legendarios, asociados con la historia de Gales. El mejor conocido de los dos es Nennio, el estudiante de Elvodugo (Elvogudus). Elvodugo es comúnmente identificado con el obispo Elfodd de Gwynedd, quien convenció al resto de la región de Gales del Cristianismo celta de celebrar Pascua en la misma fecha que los otros católicos en Gran Bretaña en 768 y es, más tarde, dado por fallecido en 809, por los Annales Cambriae. Se sostiene tradicionalmente que este Nennio vivió a inicios del siglo IX y es identificado en un grupo de manuscritos de la Historia Brittonum como el autor de este trabajo. Sin embargo, los estudios del profesor David N. Dumville sobre este texto han mostrado que los manuscritos que sindicaban esta autoría venían de un ejemplar fechado a fines del siglo XI, mucho después que los ejemplares de las otras versiones de este manuscrito, además de doscientos años después de cuando se supone vivió Nennio. A pesar de ello, varios historiadores todavía se refieren a Nennio como el autor, bien del texto original de la Historia Brittonum, bien de esta versión específica.
El otro Nemnio o Nennio es mencionado en un manuscrito galés del siglo IX. Se dice que este Nennivo inventó un alfabeto que habría sido preservado en este manuscrito y, según Nora Kershaw Chadwick, se deriva del alfabeto rúnico del inglés antiguo: «De hecho, los nombres asignados a algunas de sus cartas parecen mostrar evidencia de un conocimiento real de los nombres sajones».
Algunos concluyen que estas dos figuras son el mismo individuo. Otros argumentan que tal conclusión no está garantizada, dado que se podría sostener que Nennio, el estudiante de Elvodugo, es un personaje ficticio y dado que la historia de Gales y Bretaña sobre este período en cuestión está bastante incompleta.